# Redada en discotecas LGBT de Santiago de 1996
Una redada en discotecas LGBT de Santiago ocurrió el 4 de mayo de 1996 por parte de efectivos de la Policía de Investigaciones de Chile (PDI) en diversos establecimientos que atendían a público de la diversidad sexual en la capital chilena. La situación generó especial controversia debido al fichaje de 20 de los detenidos, lo que desembocó en la protesta de organizaciones LGBT chilenas y la posterior destrucción de los documentos por parte de la PDI.

## Antecedentes
Desde fines del siglo XIX, y especialmente tras la creación del artículo 365 del Código Penal que penalizaba la homosexualidad, las policías chilenas realizaron diversos operativos a fin de detener personas sospechosas; en dichos casos también se realizaba el registro de dichas personas mediante fichas que eran almacenadas en los cuarteles policiales, acusándolos principalmente del delito de «sodomía». En enero de 1970, la revista Vea informaba que la Policía de Investigaciones poseía en su poder más de 500 fichas de homosexuales.
Durante la dictadura militar, dicha política represiva hacia los homosexuales continuó y se realizaron redadas en discotecas LGBT ya establecidas formalmente en Santiago; uno de los casos más comentados ocurrió a fines de octubre de 1979, cuando la discoteca Fausto —que había sido inaugurada el 22 de agosto del mismo año— fue allanada por Carabineros.

## Desarrollo
La redada policial se realizó durante la madrugada del 4 de mayo de 1996, cuando más de 40 homosexuales fueron detenidos por la Brigada de Delitos Sexuales de la Policía de Investigaciones de Chile (PDI) en presencia de cámaras del programa Informe especial de Televisión Nacional de Chile (TVN). Los detenidos fueron trasladados primero a un cuartel en la calle Rosas y posteriormente a la calle General Mackenna, donde se realizó el fichaje a 24 de ellos en presencia de personal vestido con indumentaria médica.
El allanamiento en la discoteca Quásar fue uno de los más comentados: en aquel lugar fue detenida junto a otras personas la transformista Francis Françoise, quien relató el incidente de la siguiente forma:

Primero nos hacían una tarjeta como de control, con el nombre, edad, dirección, nombre del papá y la mamá. Tenían otra hoja donde iban marcando si era alto, bajo, moreno, nariz respingada, etc. Eso era un poco raro, porque yo estaba vestida de niña chica y con maquillaje en la cara. Preguntaban si eras activo o pasivo, desde cuándo eras homosexual, qué preferencia sexual tenías en la cama, si tenías pareja, incluso querían saber los nombres de tus parejas y sus direcciones. Los que hacían la encuesta andaban con guantes quirúrgicos y delantales blancos, tipo enfermeros. Yo pensé que nos realizarían una revisión médica y el examen del SIDA, de hecho te preguntaban si tenías enfermedades venéreas. No podías reclamar o si no, te levantaban la voz. Todos queríamos salir luego y aceptamos la situación. A mí me ficharon como actor transformista, alias el Francoise. Ellos decían que estaban haciendo un empadronamiento porque estaban matando a muchos homosexuales y por si acaso nos mataban, así nos identificarían más fácilmente. Espantoso.
Francis Françoise, testimonio en libro Bandera hueca (2008).

## Reacciones
El entonces coordinador del Movimiento de Liberación Homosexual (Movilh), Víctor Hugo Robles, presentó un recurso de protección en los tribunales de justicia en contra de la PDI por su actuar durante la redada. El recurso fue rechazado por la Corte de Apelaciones y posteriormente por la Corte Suprema, ante lo cual se presentó una querella criminal en el Tercer Juzgado del Crimen de Santiago, la cual tampoco prosperó.
De manera paralela, los dirigentes LGBT Carlos Sánchez y Marcos Ruiz (ambos del Movilh), y Roberto Pablo del Centro Lambda Chile, junto a Rolando Jiménez y la diputada Fanny Pollarolo (PS), se reunieron con el director de la Policía de Investigaciones, Nelson Mery, quien reconoció un «error de procedimiento» y ordenó la destrucción de las fichas policiales de los detenidos homosexuales, lo cual fue realizado por los propios dirigentes presentes en la reunión; de manera simbólica, realizaron la destrucción de los documentos con las manos enfundadas en guantes de goma debido a que la detención y examen de los detenidos se realizó de la misma manera.